# Ignazio La Russa
Ignazio La Russa, född den 18 juli 1947 i Paternò, Sicilien, är en italiensk politiker.
1992 valdes han in i det italienska parlamentets båda kamrar, som representant för Movimento Sociale Italiano. När detta parti upplöstes 1995 och ersattes av Nationella alliansen (AN) utsågs La Russa till den nybildade alliansens vice ordförande. I november 2004 valdes La Russa till AN:s gruppledare i Italiens deputeradekammare. Han uttalade året efter sitt stöd för fotbollsspelaren Paolo Di Canio som gjort en fascisthälsning på fotbollsplanen.
2007 gick AN ihop med Silvio Berlusconis Forza Italia och bildade det nya partiet Frihetens folk som kom att bilda regering med La Russa som försvarsminister. I den egenskapen talade han vid en minnesstund för antifascister som försvarade Rom mot tyskarna under andra världskriget. Han vållade då rabalder genom att även hylla Mussolinis fallskärmsjägare Nembo. 
När Frihetens folk upplöstes 2013 bildades flera nya partier, bland annat Italiens bröder där La Russa initialt fungerade som partiledare.